# Messier 88
Messier 88 (znana również jako M88 lub NGC 4501) – galaktyka spiralna z grupy galaktyk Seyferta w gwiazdozbiorze Warkocza Bereniki. Należy do Gromady w Pannie.

## Odkrycie i obserwacje

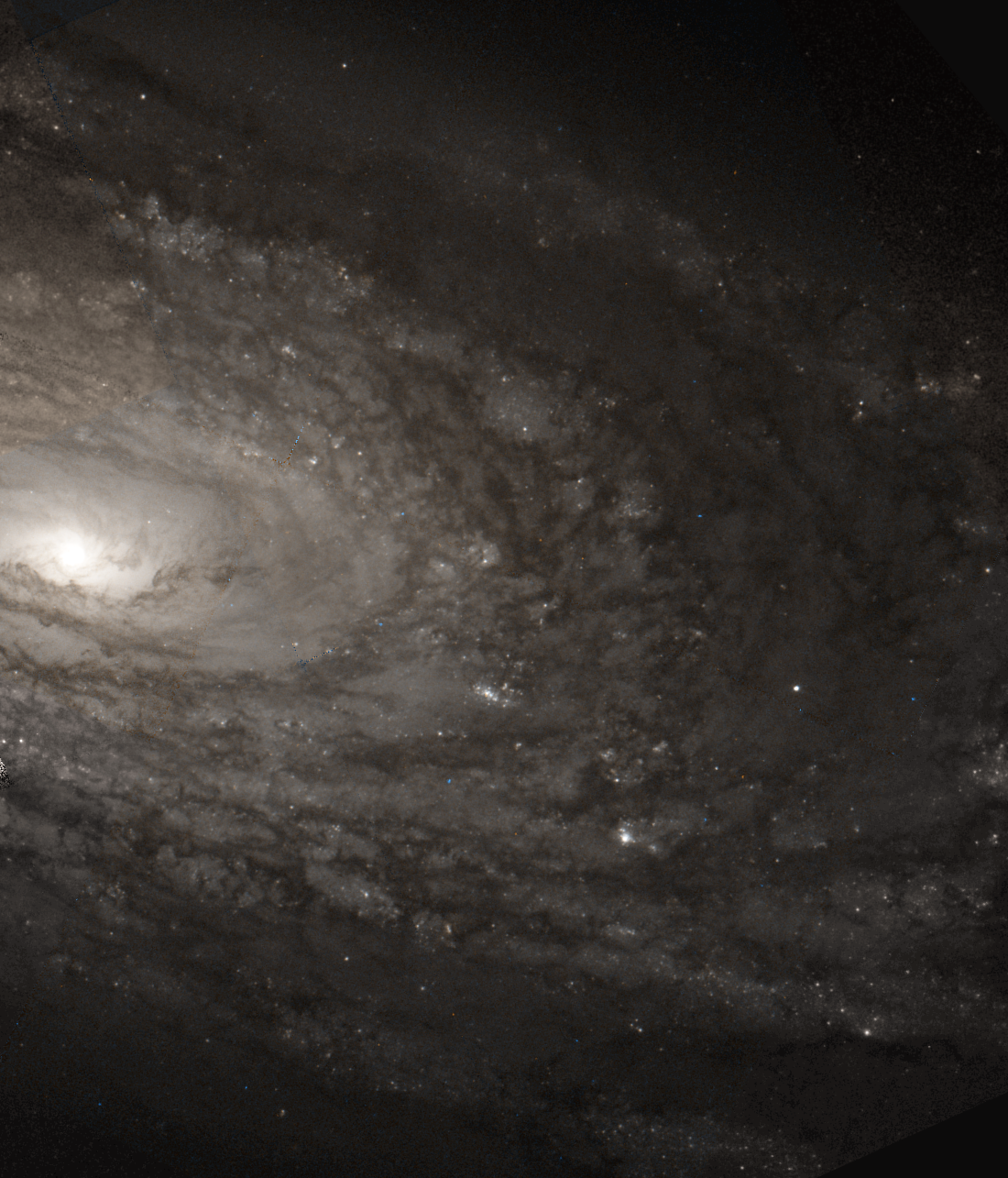
Zdjęcie z Teleskopu Hubble’a, ukazujące szczegóły budowy galaktyki

M88 odkrył 18 marca 1781 roku francuski astronom Charles Messier. Opisał ją jako „mgławicę bez gwiazd” i jeden z najsłabiej świecących obiektów w swoim katalogu oraz stwierdził, że jest podobna z wyglądu do M58.
Tej samej nocy Messier odkrył sześć innych galaktyk oraz gromadę kulistą M92. M88 jest jedną z pierwszych galaktyk sklasyfikowanych jako spiralne. Lord Rosse skatalogował ją jako jedną z 14 „spiralnych mgławic” odkrytych do 1850 roku.

## Charakterystyka fizyczna
Odległość galaktyki od Ziemi wynosi około 60 milionów lat świetlnych. Dystans ten rośnie w tempie 2281 km/s. Średnica galaktyki wynosi około 130 tysięcy lat świetlnych (ok. 40 kpc).
Jasność obserwowana M88 według różnych źródeł wynosi od 9,6 do ok. 10,4 wielkości gwiazdowych, natomiast jej wymiary obserwowane od 7' × 4' do 8' × 3', z czego jądro ma około 1,1' × 0,55'.

## Supernowe
Dotychczas w M88 zaobserwowano jedną supernową, SN 1999cl odkrytą 28 maja 1999 roku. Należała do typu Ia, osiągnęła jasność 13,6m.